# Полет 3275 на „Си Флай“
Полет 3275 на „Си Флай“ е международен пътнически полет от летище „Леонардо да Винчи – Фиумичино“, Рим, Италия, до международното летище „Прищина“, Прищина, Косово, изпълняван от „Си Флай“. На 12 ноември 1999 г. самолетът ATR 42-300, който изпълнява полета, се удря в планина по време на подход към Прищина и убива всички 21 пътници и 3 членове на екипажа на борда. С 24 смъртни случая инцидентът остава най-смъртоносното авиационно бедствие в историята на Косово. Полетът е поръчан от Световната продоволствена програма за хуманитарни дейности в Косово след войната в региона и се използва няколко пъти в седмицата главно от хуманитарни работници, служители на ООН и журналисти.
Разследването определя множество фактори, като причина за катастрофата. Екипажът е уморен и не успява да изпълни подходящата процедура за подход към Прищина. Дежурният персонал в контрола на въздушното движение забравя да проследи полета по време на фазата на заход и не изпълнява задълженията си да насочва самолета по време на процедурата за правилен заход. Поради тези проблеми, съчетани с дефектната система за предупреждение за близост до земята, коригирането на която авиокомпанията отлага, не позволяват на екипажа да избегне терена и вместо това се разбива в планината.
През ноември 2018 г. Мисията на Европейския съюз за върховенство на закона в Косово провежда мемориална служба на мястото на катастрофата. На службата присъстват представители на италианското посолство в Прищина и на италианските карабинери, различни агенции на ООН и членове на въоръжените сили от множество държави. На мястото е поставена паметна плоча. Според Фондацията за безопасност на полетите, катастрофата на самолета при полет 3275 е отправната точка, която променя безопасността на помощните полети на Световната продоволствена програма.